# Museu Nacional de Belas Artes (Brasil)
O Museu Nacional de Belas Artes (MNBA) é um museu de arte localizado na cidade do Rio de Janeiro, no Brasil. Concentra o maior acervo de obras de arte do século XIX, sendo um dos mais importantes museus do gênero no país.

## História e estrutura
Embora o museu tenha sido criado oficialmente apenas em 13 de janeiro de 1937 - e inaugurado em 19 de agosto de 1938 - sua história é bem mais antiga, e remonta à chegada da família real portuguesa ao Rio de Janeiro em 1808, já que dom João VI se fez acompanhar de um conjunto de obras de arte, algumas das quais permaneceram no país depois de seu retorno à Europa e figuram como o núcleo inicial da coleção.
Por outro lado, alguns anos depois de sua chegada ao Brasil, o rei fundou a Escola Real de Ciências, Artes e Ofícios, que, a princípio, funcionou em um prédio próprio construído por Grandjean de Montigny, um dos integrantes da Missão Francesa e professor da escola, e inaugurada em 1826 pelo imperador dom Pedro I, ocasião em que a instituição passou a ser chamada de Academia Imperial de Belas Artes. Com o passar dos anos, a Academia Imperial formou uma significativa pinacoteca e uma gliptoteca e, com o advento da República, a academia foi rebatizada como Escola Nacional de Belas Artes. Permaneceu no mesmo edifício até a construção de sua sede atual na Avenida Rio Branco, antiga Avenida Central, artéria aberta na gestão de Pereira Passos durante uma grande reforma urbanística promovida no centro da cidade do Rio de Janeiro no início do século XX.

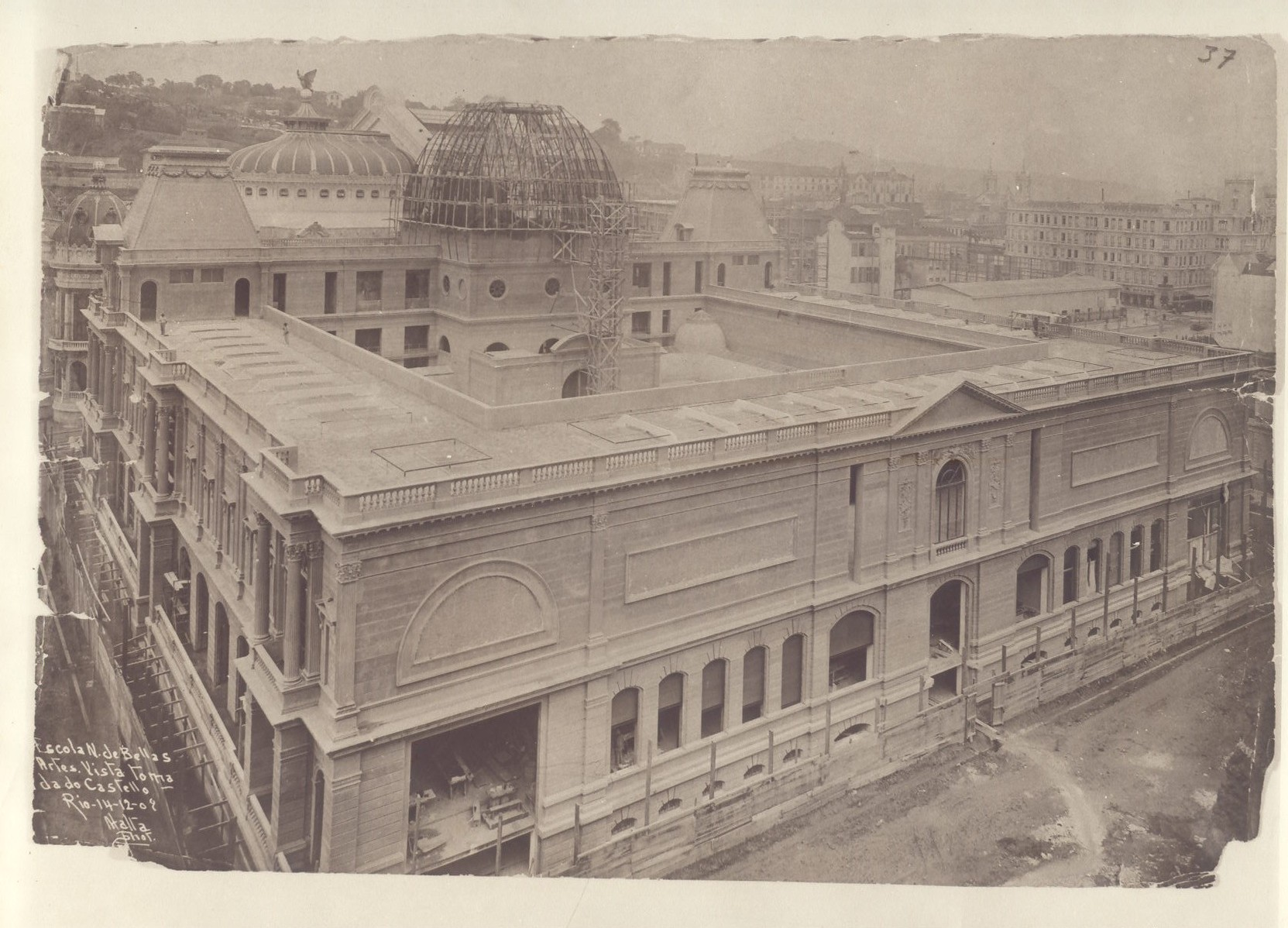
O prédio em construção

O autor do projeto foi o arquiteto espanhol Adolfo Morales de los Rios, que tomou, como modelo, o Museu do Louvre, em Paris. Durante a construção, porém, o desenho seria alterado, possivelmente por Rodolfo Bernardelli, então diretor da escola. Mais tarde, Archimedes Memoria acrescentou outras mudanças. O resultado é uma construção eclética, com fachadas em diferentes estilos. A fachada principal na Avenida Rio Branco é inspirada na renascença francesa, com frontões, colunatas e relevos em terracota representando as grandes civilizações da Antiguidade, além de medalhões pintados por Henrique Bernardelli com retratos dos integrantes da Missão Francesa e outros artistas brasileiros. As laterais são mais simples, e fazem referência à Renascença italiana; possuem mosaicos parisienses com figuras de arquitetos, pintores e teóricos da arte, como Vasari, Vitrúvio e Da Vinci. A fachada posterior é um exemplo mais puro e austero do neoclassicismo, com relevos ornamentais de Edward Cadwell Spruce. Na decoração interna, foram usados materiais nobres como mármores e mosaicos, estuques, cristais, cerâmicas francesas e estatuária. O edifício foi tombado pelo Instituto do Patrimônio Histórico e Artístico Nacional em 24 de maio de 1973.
Finalizada a grande obra, e aberta ao público em 1908, procedeu-se à transferência das instalações da Escola Nacional para lá. O acervo da pinacoteca foi instalado no terceiro pavimento, a coleção de cópias de estatuária clássica usada para estudo encontrou espaços no segundo piso, com uma museografia especialmente concebida para dar-lhes destaque, e os ateliês das aulas práticas e a administração da escola ficaram no quarto andar. Em 1931, a Escola Nacional foi incorporada à Universidade do Rio de Janeiro, encerrando sua história como instituição independente.

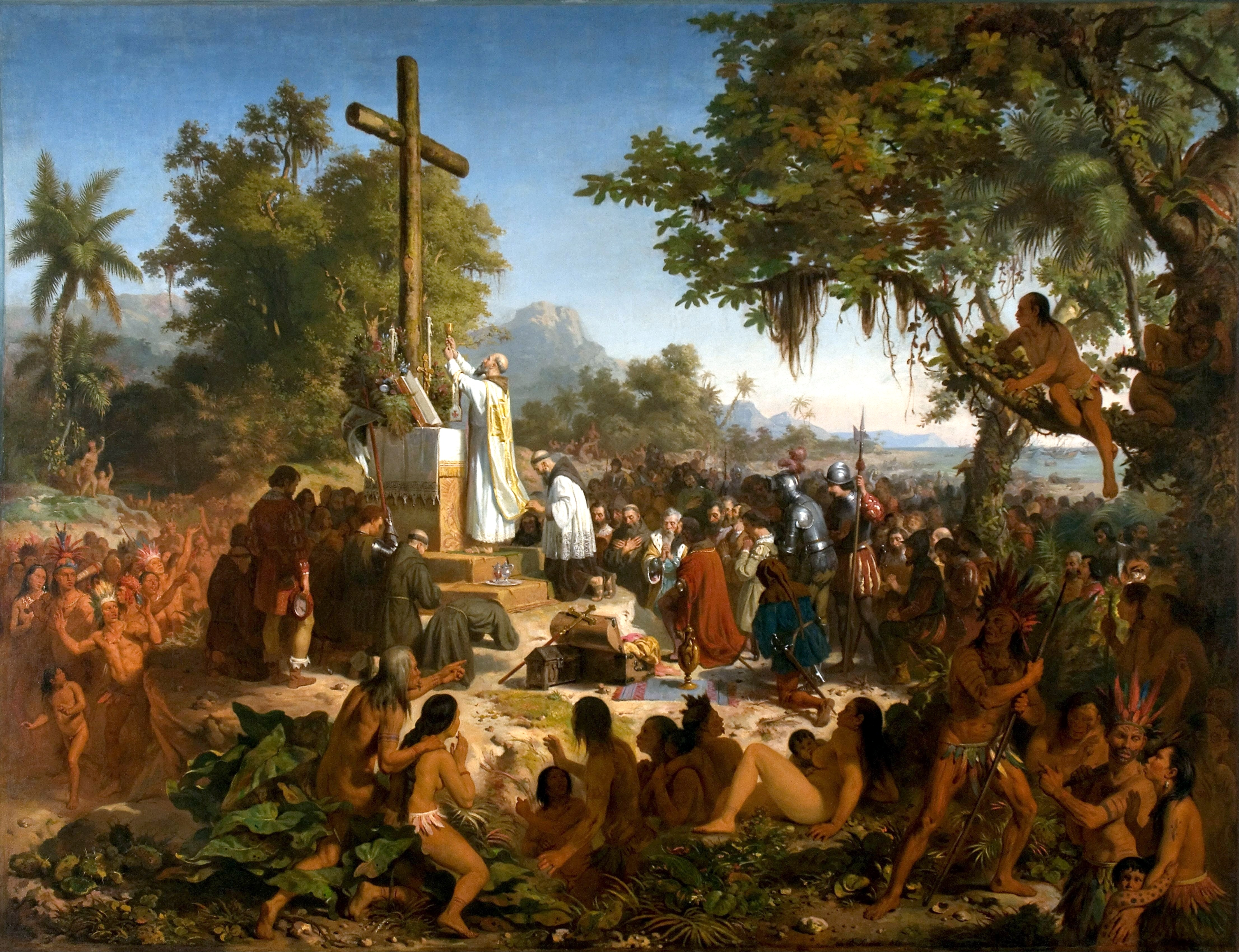
Victor Meirelles: A Primeira Missa no Brasil, óleo sobre tela, 1861.

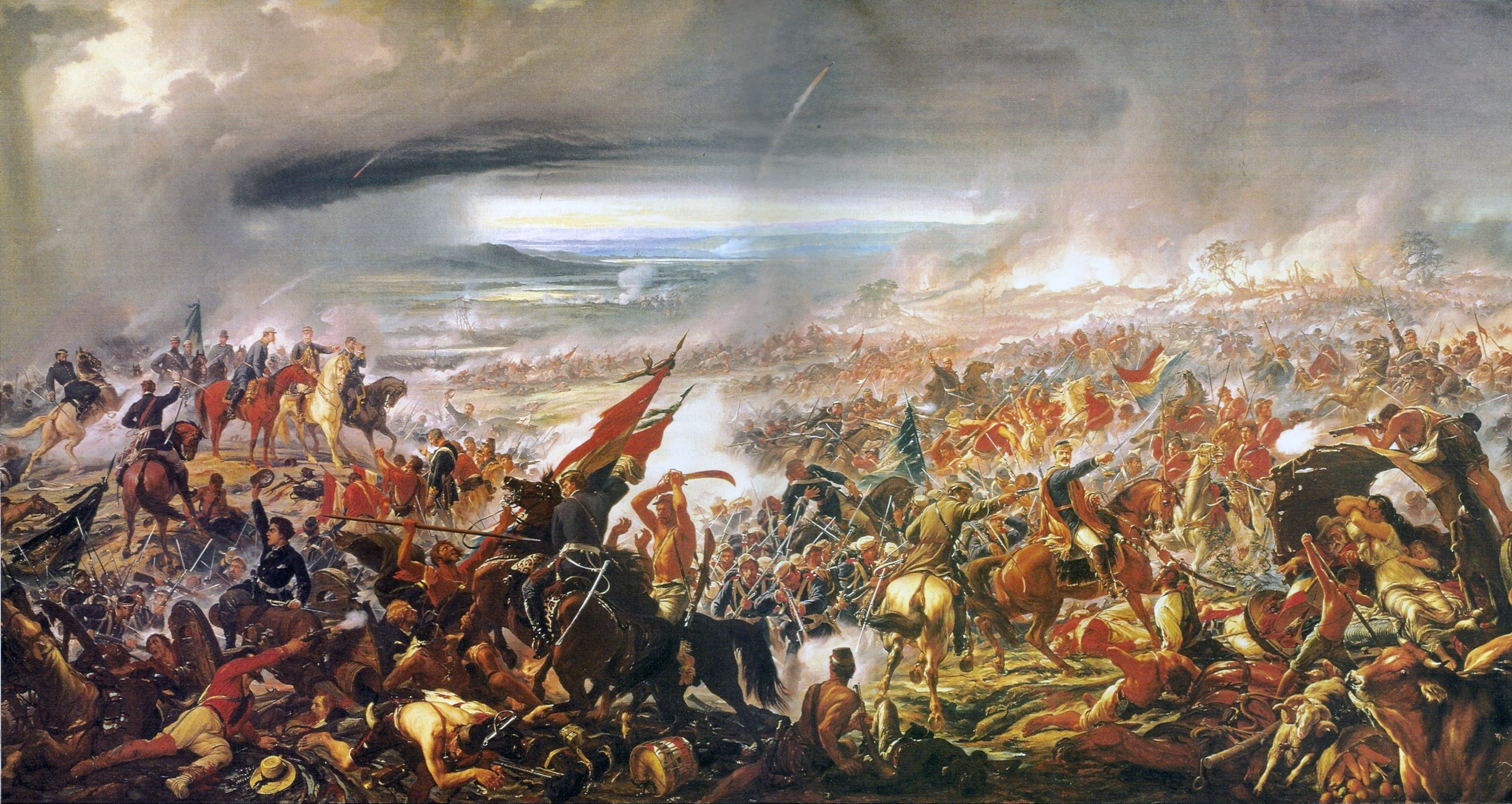
Pedro Américo: A batalha do Avaí, óleo sobre tela, 1872-77.

Com a criação do Museu Nacional de Belas Artes em 1937 pelo ministro Gustavo Capanema, houve mudanças. A coleção da Escola Nacional passou a constituir o acervo do museu, e os ateliês e setores administrativos permaneceram no prédio, mas, entre as décadas de 1950 e 1970, alguns cursos foram sendo transferidos para outros locais, enquanto a escola mudava novamente de nome, agora passando a se chamar "Escola de Belas Artes". Em 1975, as aulas que ainda funcionavam no prédio do museu foram transferidas para uma sede na Ilha do Fundão, projetada por Jorge Moreira em arquitetura moderna, onde continuam até hoje suas atividades. Na transferência, o acervo, que, antes, era comum a ambas as instituições - museu e escola -, foi dividido. A maior parte da coleção artística permaneceu no Museu Nacional, mas outra parte, composta principalmente de documentos e de obras de arte didáticas ou produzidas em atividades pedagógicas, e a Coleção Jeronymo Ferreira das Neves, doada à Escola de Belas Artes em 1947, seguiram com ela, passando a constituir o Museu Dom João VI. Com a saída definitiva da escola do prédio do museu, os espaços abertos foram ocupados pela Fundação Nacional de Artes.
Na década de 1980, o edifício estava em estado de completo abandono, com sérios problemas estruturais que ameaçavam as coleções, o que também afugentou o público. Então, foram realizadas diversas reformas importantes para modernizar os equipamentos expositivos e reformular a museografia, mas preservaram-se, na íntegra, seu estilo e decoração, que recuperaram seu esplendor original. Em meados dos anos 1990, a Fundação Nacional de Artes desocupou as alas onde funcionava e, enfim, o Museu Nacional pôde dispor integralmente de seu edifício. Hoje, plenamente recuperado e com equipamentos atualizados, o Museu Nacional de Belas Artes é o mais importante museu de arte brasileira do século XIX, um dos museus brasileiros mais afamados internacionalmente, e um dos maiores em seu gênero em toda a América do Sul.
Possui mais de 6 733,84 metros quadrados de áreas de exposição, com 1 797,32 metros quadrados de reservas técnicas. Além dos espaços de exposição e setores administrativos, o museu possui um Departamento de Conservação e Restauração, com laboratórios para trabalhos de pintura e papel, as Reservas Técnicas e a Oficina de Molduras e Gesso.
Sua Biblioteca é especializada em artes plásticas dos séculos XIX e XX, reunindo obras raras e coleções de periódicos, monografias e catálogos de exposições, além de documentos e fotografias que registram a história da instituição desde a Academia Imperial de Belas Artes, incluindo acervos pessoais de alguns artistas.
Também organiza projetos para implementar ações educacionais voltadas para o público em geral e, em especial, para professores, no sentido de proporcionar maior divulgação e entendimento do patrimônio cultural brasileiro em exposição 

## Acervo

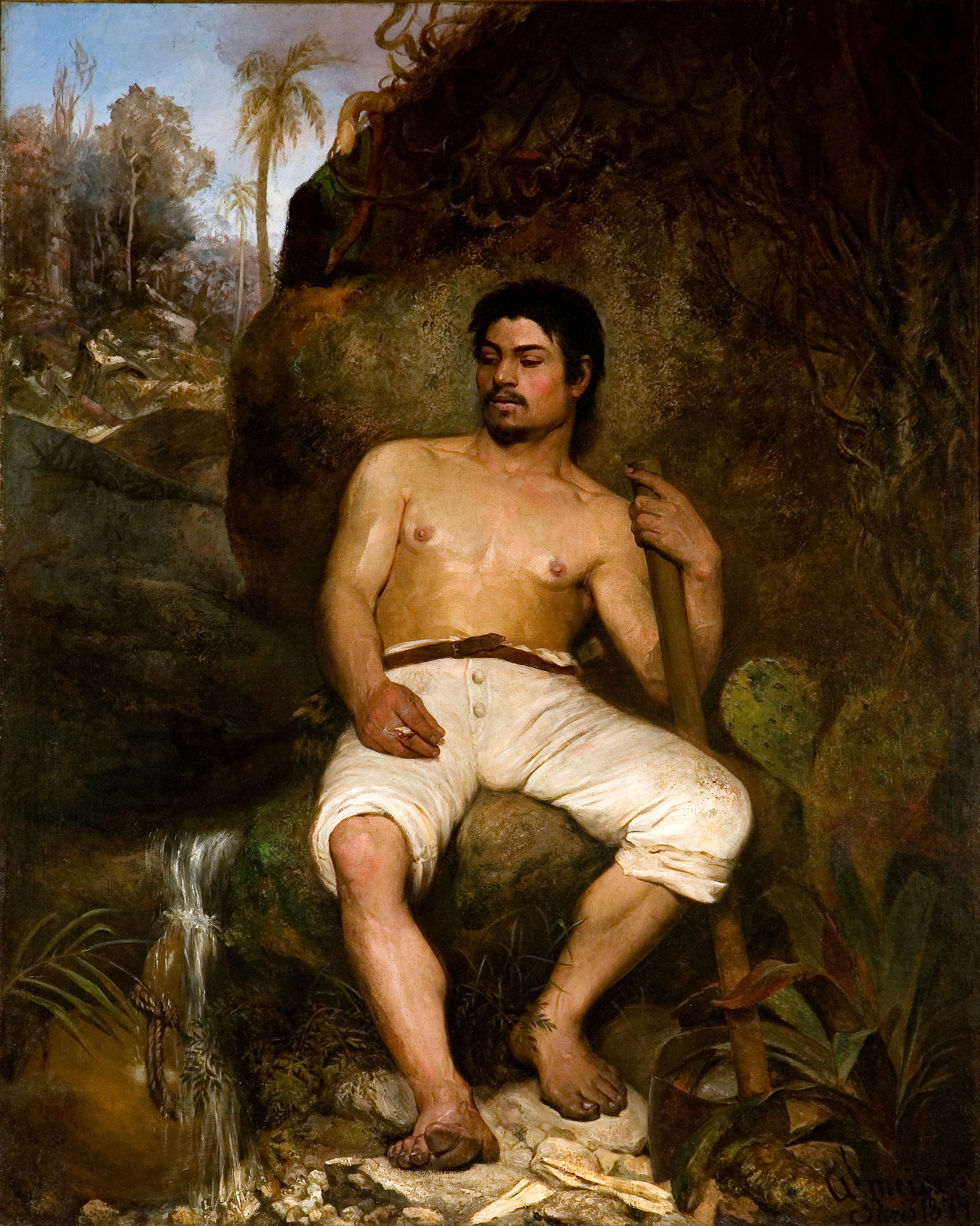
Almeida Júnior: O derrubador brasileiro, óleo sobre tela, 1875.

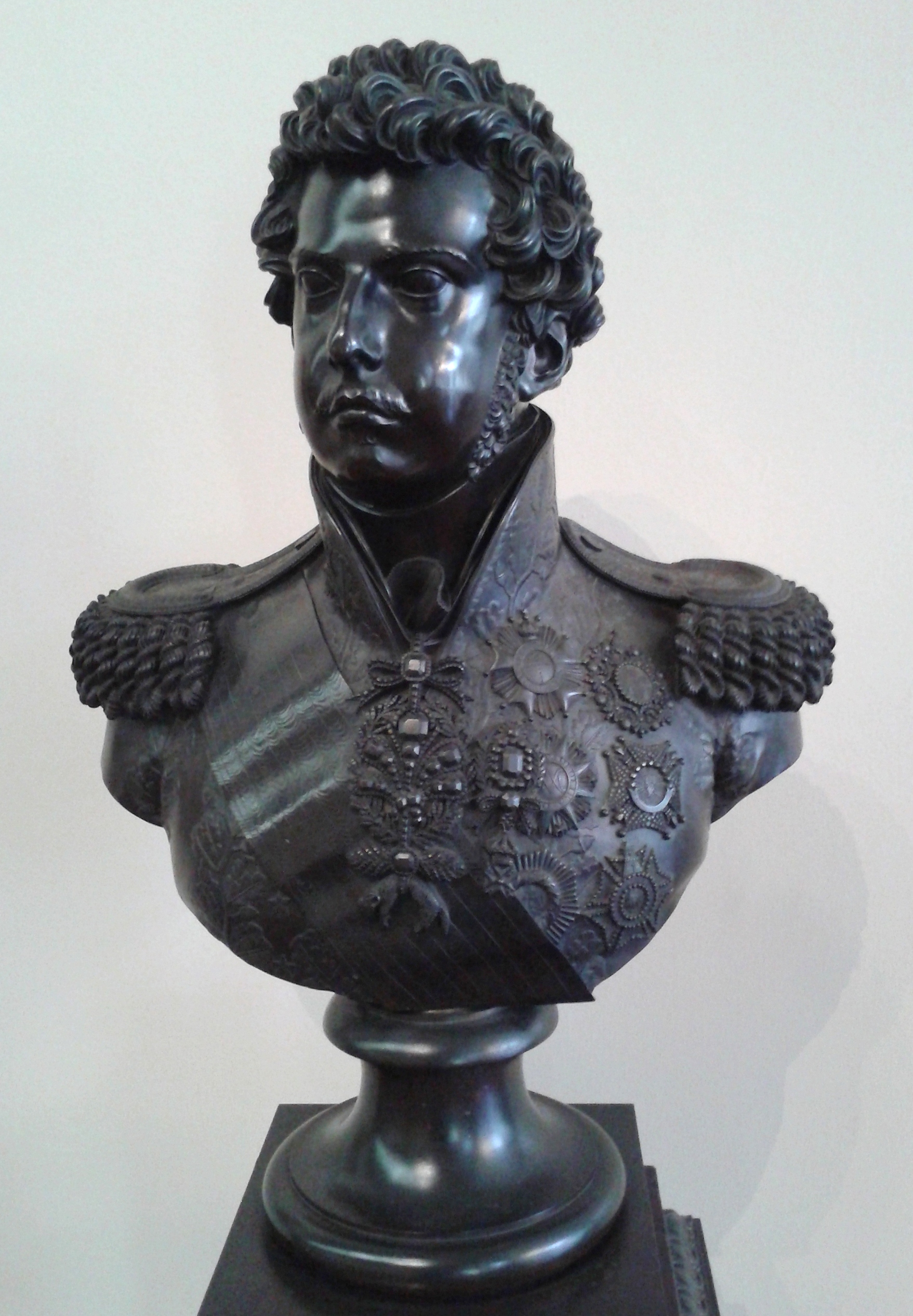
Marc Ferrez: Busto de Dom Pedro I, bronze, 1826.

O acervo do museu teve início com o conjunto de obras de arte trazidas por Dom João VI, em 1808, e foi sendo ampliado ao longo do século XIX e início do século XX com a incorporação do acervo da Escola Nacional e outras aquisições, e hoje conta com cerca de 15 000 peças, entre pinturas, esculturas, desenhos e gravuras de artistas brasileiros e estrangeiros, além de uma coleção de arte decorativa, mobiliário, arte popular e um conjunto de peças de arte africana.

### Pintura
Na pintura, se destaca o grande acervo de arte brasileira, o mais importante do país, que permite a reconstituição, com grande variedade de exemplares de primeira linha, de toda a trajetória da pintura brasileira desde o início do século XIX até os dias de hoje. Foi formado primeiramente com peças dos integrantes da Missão Francesa (Nicolas-Antoine Taunay, Félix Taunay, Jean Baptiste Debret), com a obra dos estrangeiros que participaram do círculo da Academia Imperial (Nicola Facchinetti, François-René Moreaux, Abraham-Louis Buvelot,  Giovanni Battista Castagneto, Johann Georg Grimm, José Maria de Medeiros, Augusto Rodrigues Duarte, Henri-Nicolas Vinet), e com a produção de brasileiros, professores ou alunos da Academia Imperial, como Victor Meirelles, Agostinho José da Mota, Pedro Américo, Almeida Júnior, Henrique Bernardelli, Rodolfo Amoedo, Pedro Weingärtner, Zeferino da Costa, Belmiro de Almeida, Antônio Parreiras, Décio Villares, Galdino Guttman Bicho, Arthur Timótheo da Costa e Eliseu Visconti. Entre os artistas modernos, destacam-se Candido Portinari, Carlos Oswald, Djanira, Tarsila do Amaral, Di Cavalcanti, Vicente do Rego Monteiro, Antônio Bandeira, Guignard, Cícero Dias, Lasar Segall, José Pancetti, e Jorge Guinle Filho. Os períodos colonial e modernista estão representados com menor número de peças. Entre as obras mais conhecidas do público, estão: Café (Portinari), Gioventù (Eliseu Visconti), Batalha do Avaí (Pedro Américo) e A Primeira Missa no Brasil (Victor Meirelles).
A seção de pintura estrangeira teve seu início com o acervo deixado por Dom João VI quando retornou a Portugal e com a coleção de cerca de 50 telas adquiridas por Joachim Lebreton na França e trazidas em sua transferência para o Brasil em 1816. Dom Pedro II, notório amante das artes, contribuiu com diversas aquisições, e alguns outros mecenas doaram expressivos conjuntos, como o do conde de Figueiredo, da baronesa de São Joaquim, do embaixador Salvador de Mendonça, e os de Luís Resende e Luís Fernandes. Esta seção se concentra na arte europeia do século XIII ao XIX, com um importante núcleo de obras barrocas italianas de autores como Baciccia, Il Grechetto, Giovanni Lanfranco, Jacopo da Ponte, Francesco Cozza, Tiepolo, Francesco Guardi, Francesco Albani, vinte obras de Eugène Boudin, e oito telas de Frans Post.

### Escultura
A coleção de escultura também teve origem no legado da Academia Imperial e da Escola Nacional, que incluía uma série de cópias de estátuas célebres da antiguidade e outras produzidas por professores e alunos. Enquanto diretor da Escola Nacional, Rodolfo Bernardelli adquiriu várias peças e reuniu outras dispersas por órgãos do governo, e Henrique Bernardelli, mais tarde, doou um conjunto de 250 peças criadas por seu irmão, que, hoje, constituem o cerne da coleção de escultura brasileira. Ao longo do século XX, outras doações e aquisições vieram a ampliar este departamento. Dos autores mais expressivos neste conjunto, estão, além do próprio Bernardelli: Francisco Manuel Chaves Pinheiro, Cândido Caetano de Almeida Reis, Celso Antônio de Menezes, Victor Brecheret, Amílcar de Castro e Waltércio Caldas. Dentre os estrangeiros, ligados ou não ao Brasil, figuram Zéphyrin Ferrez, Auguste Rodin, François Rude e Franz Weissmann.

### Arte sobre papel
Incluindo gravura, desenho, aquarela e outras técnicas que utilizam o papel como suporte, o Museu Nacional possui uma rica coleção, com mais de 2 500 de peças somente na seção de gravuristas brasileiros, e quase 4 mil desenhos. Destacam-se as produções dos brasileiros Rodolfo Amoedo, Manoel de Araújo Porto-alegre, Victor Meirelles, Flávio de Carvalho, Oswaldo Goeldi, Carlos Oswald, Carlos Scliar, Maria Bonomi, Fayga Ostrower, Dionísio del Santo, Rubens Gerchman, bem como dos estrangeiros Annibale Carracci, Pompeo Batoni, Honoré Daumier, Jacques Callot, Francesco Bartolozzi, Turner, Picasso, Kandinsky e Miró.

### Outras coleções
Núcleos menores mas interessantes do Museu Nacional são: o conjunto de 106 peças de escultura africana; as obras de arte popular, ingênua ou primitiva; a imaginária sacra; o mobiliário; as artes decorativas; a numismática; e a glíptica.

## Seleção de obras

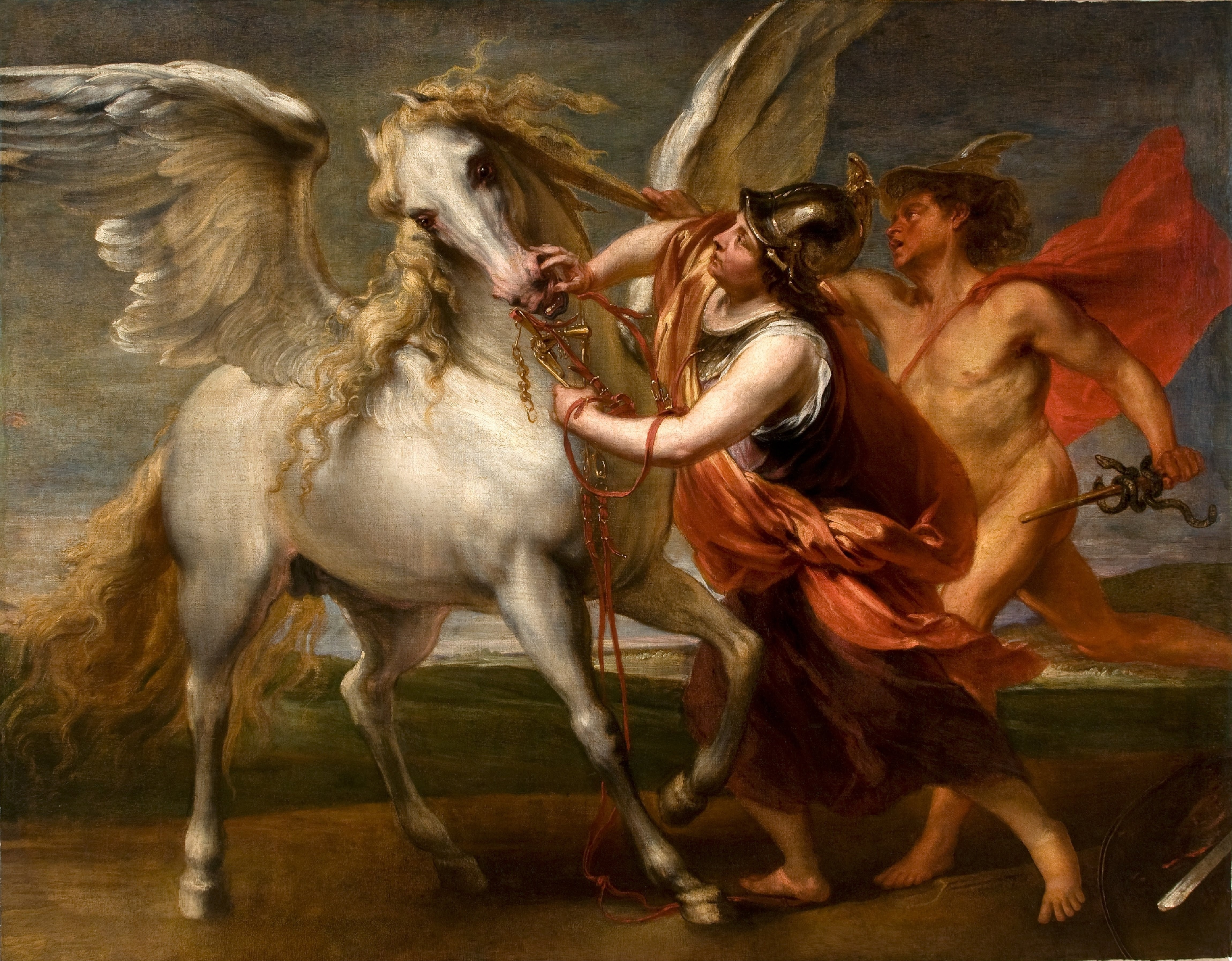
Jan Boeckhorst: Pégaso, óleo sobre tela, c. 1675-1680, uma das obras pertencentes a Dom João VI e hoje no MNBA.
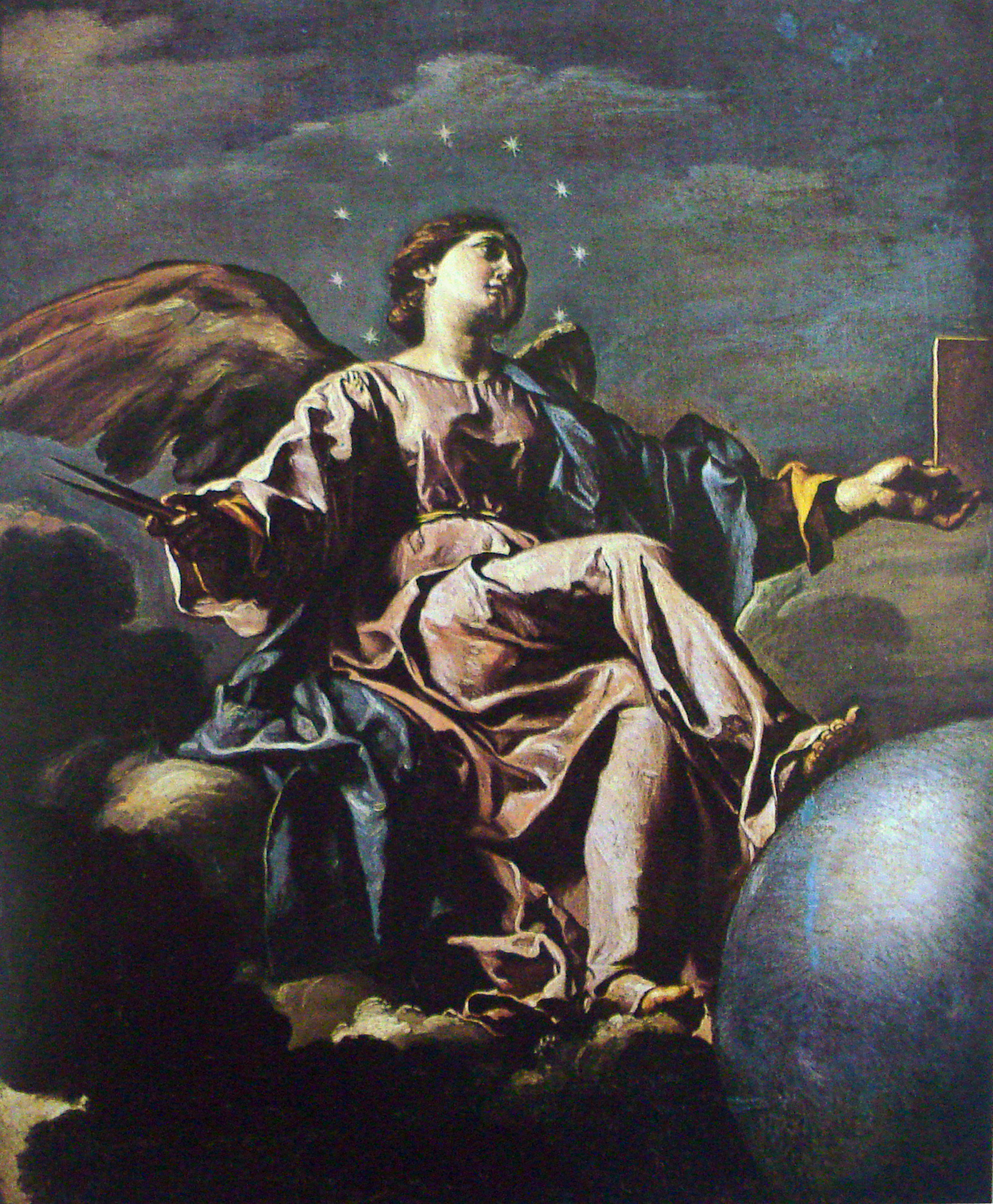
Francesco Cozza: Urânia, óleo sobre tela, c. 1667.
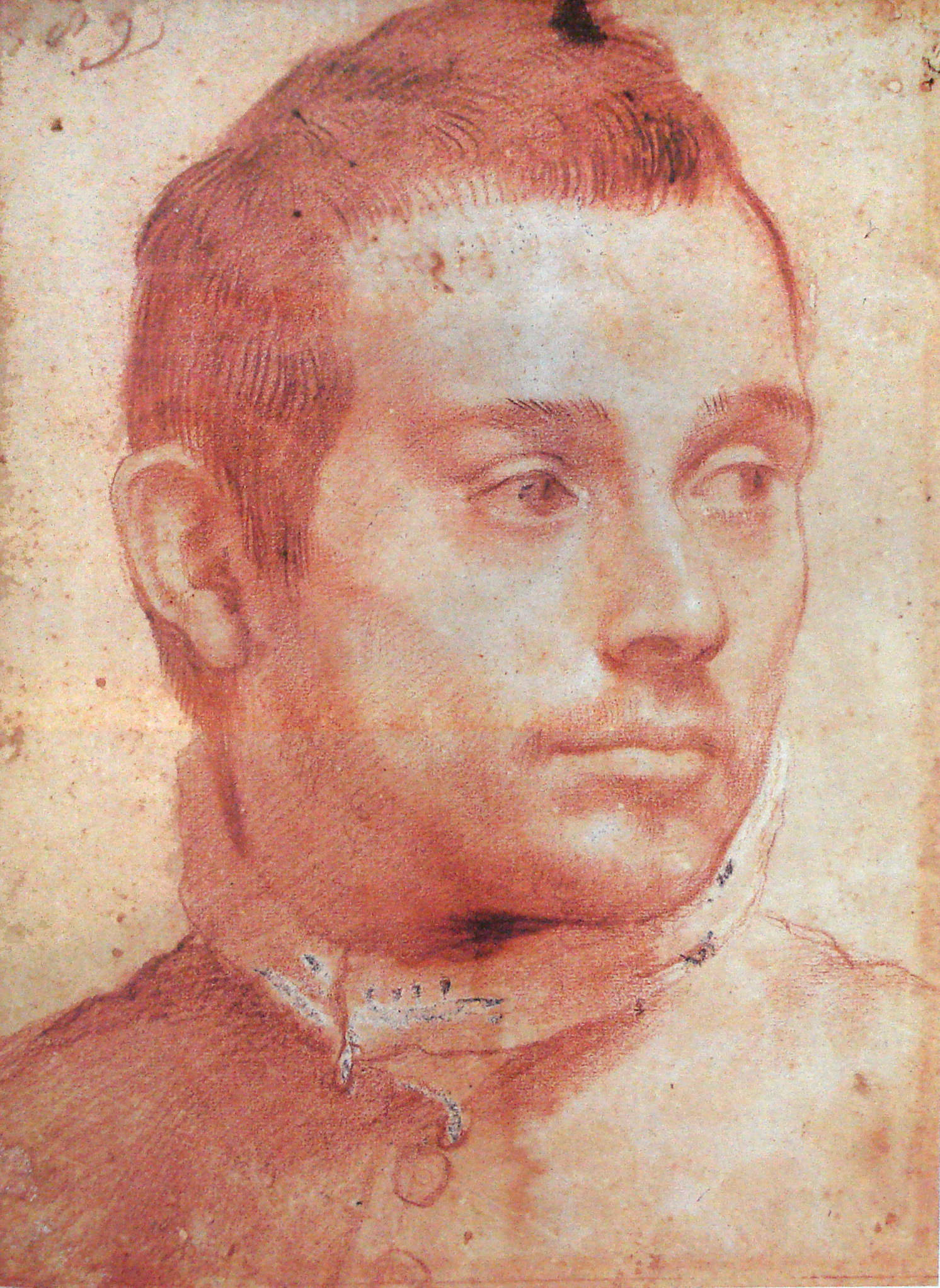
Annibale Carracci: Retrato de homem, sanguínea sobre papel, c. 1580-1590
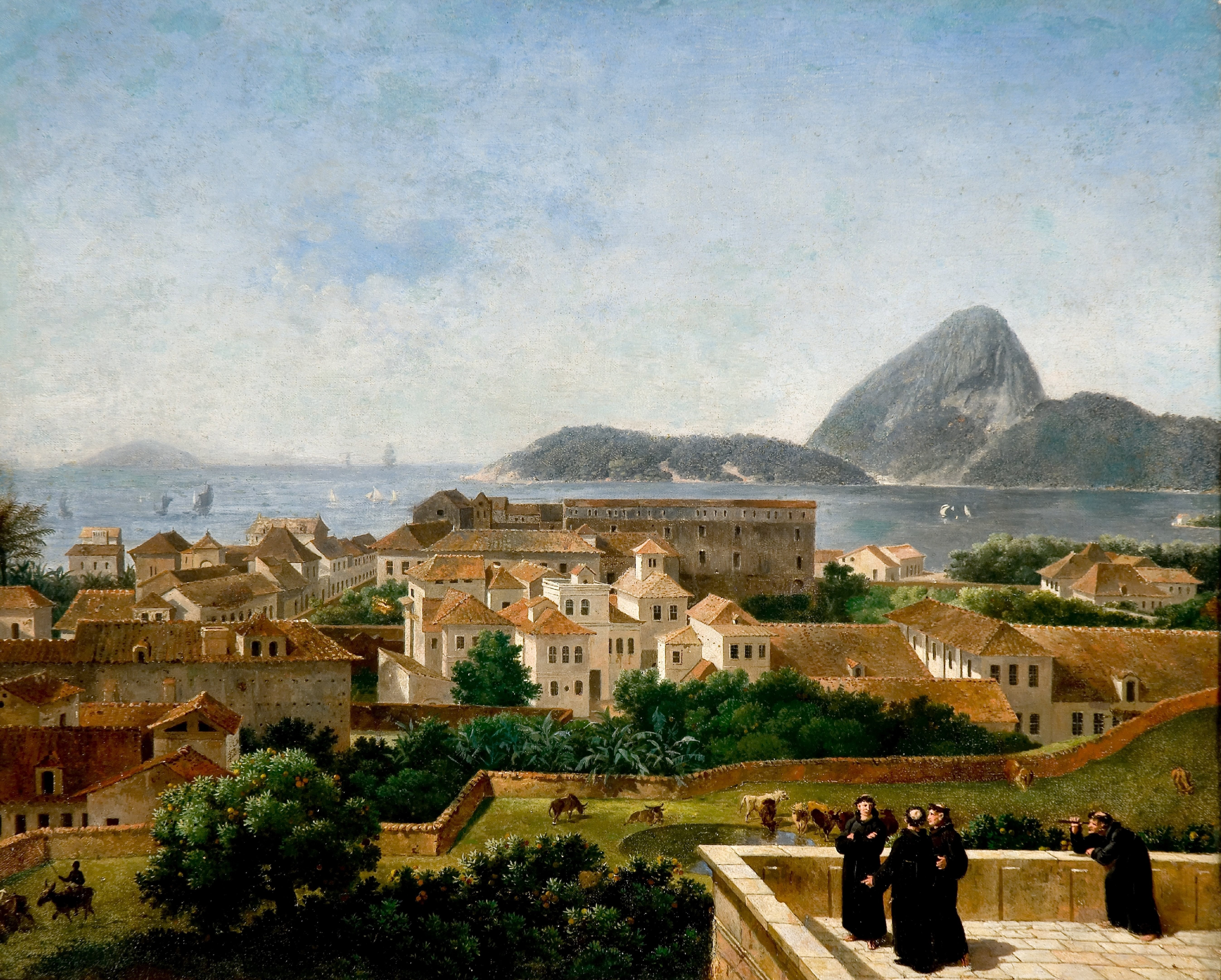
Nicolas-Antoine Taunay: Vista do Morro de Santo Antônio, óleo sobre tela, 1816
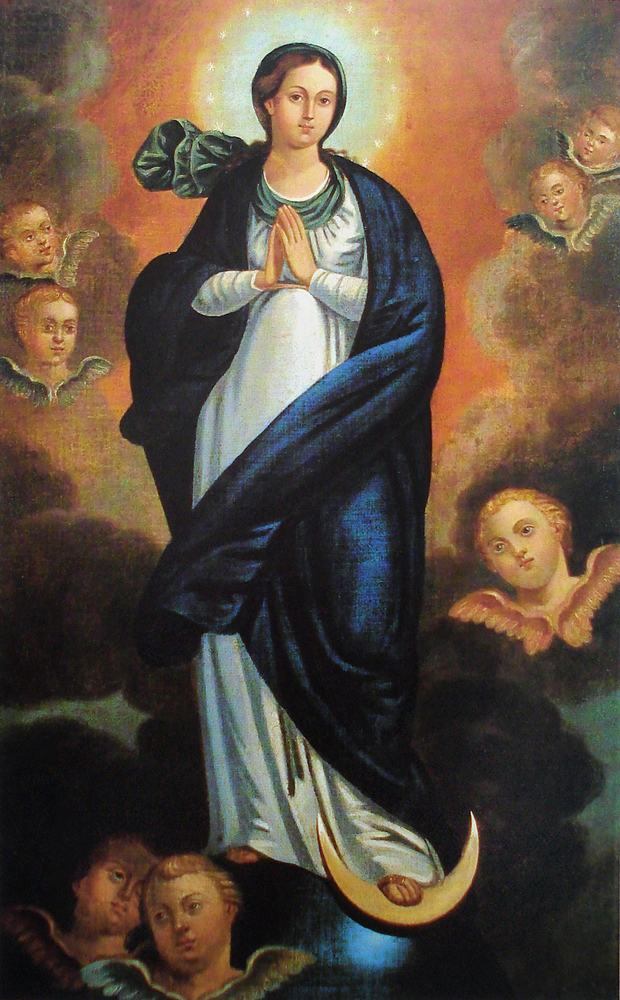
Manuel da Cunha: Nossa Senhora da Conceição, óleo sobre tela, c. 1780-1800

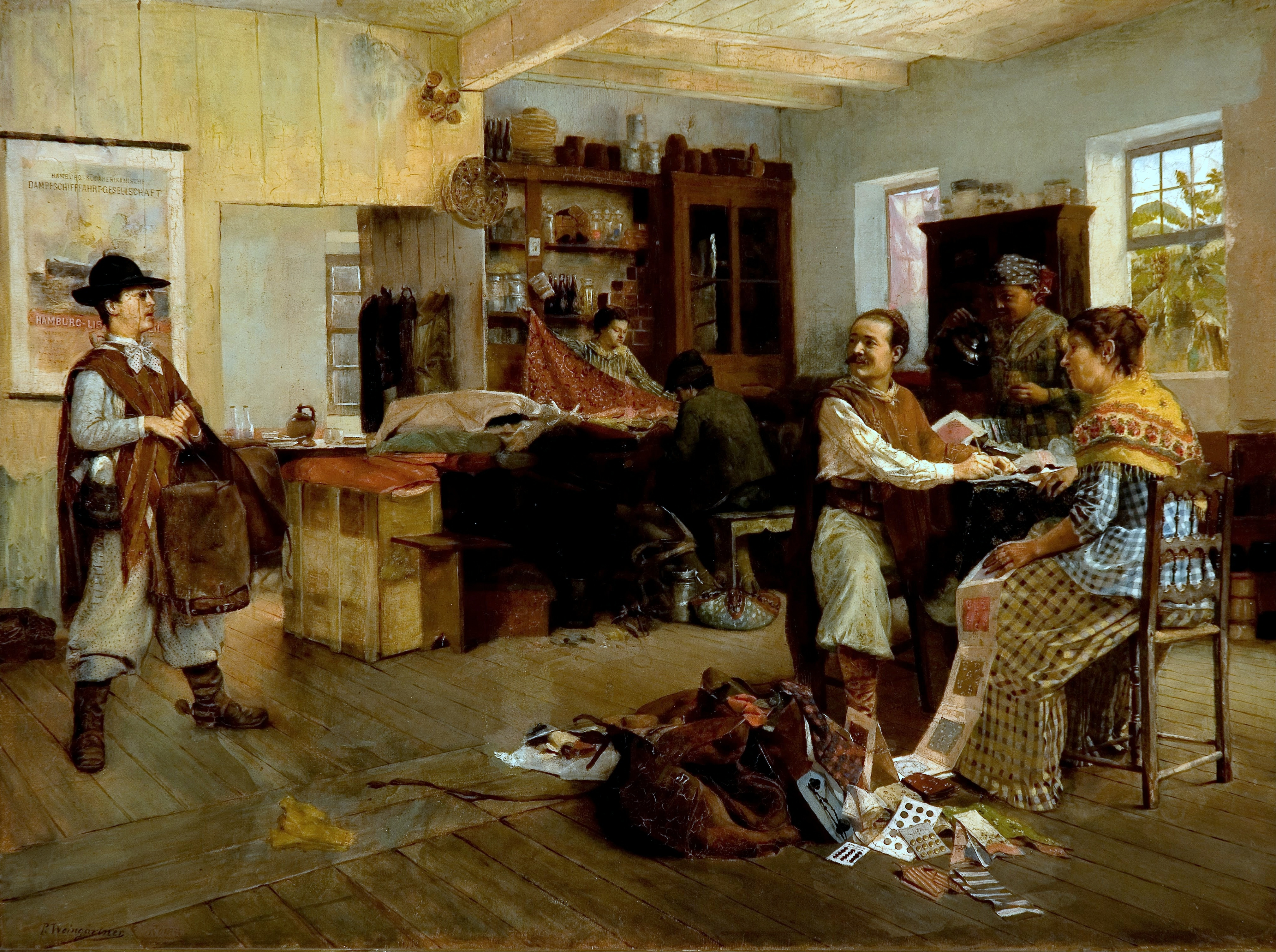
Pedro Weingärtner: Chegou tarde!, óleo sobre tela, 1890
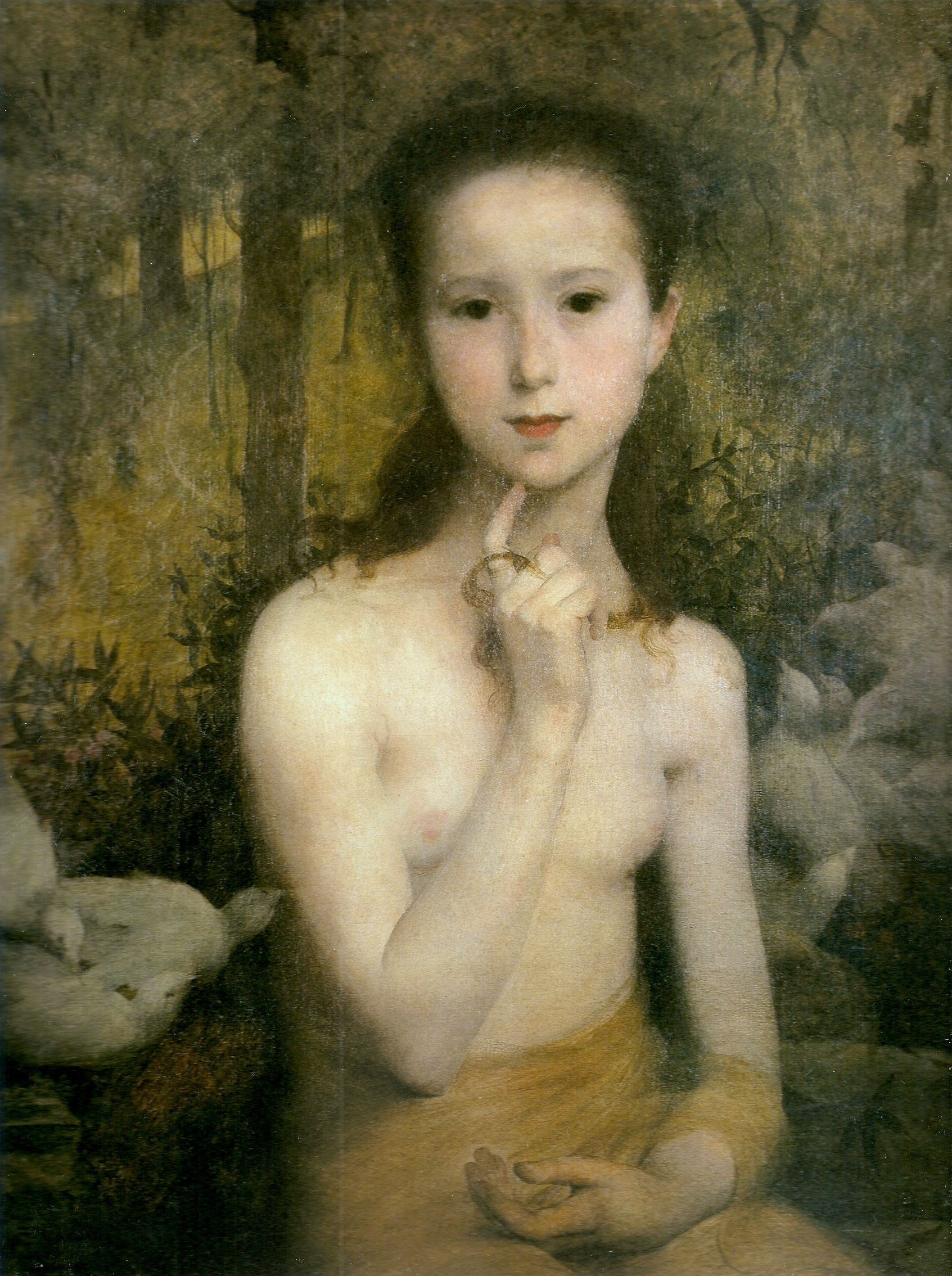
Eliseu Visconti: Gioventù, óleo sobre tela, 1898
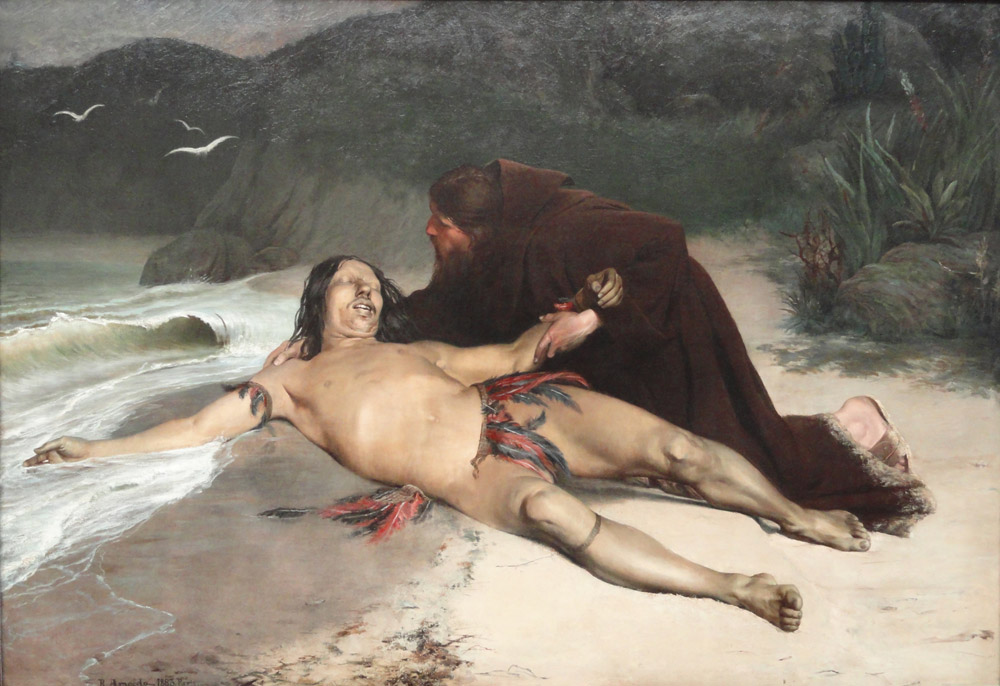
Rodolfo Amoedo: Último Tamoio, óleo sobre tela, 1883
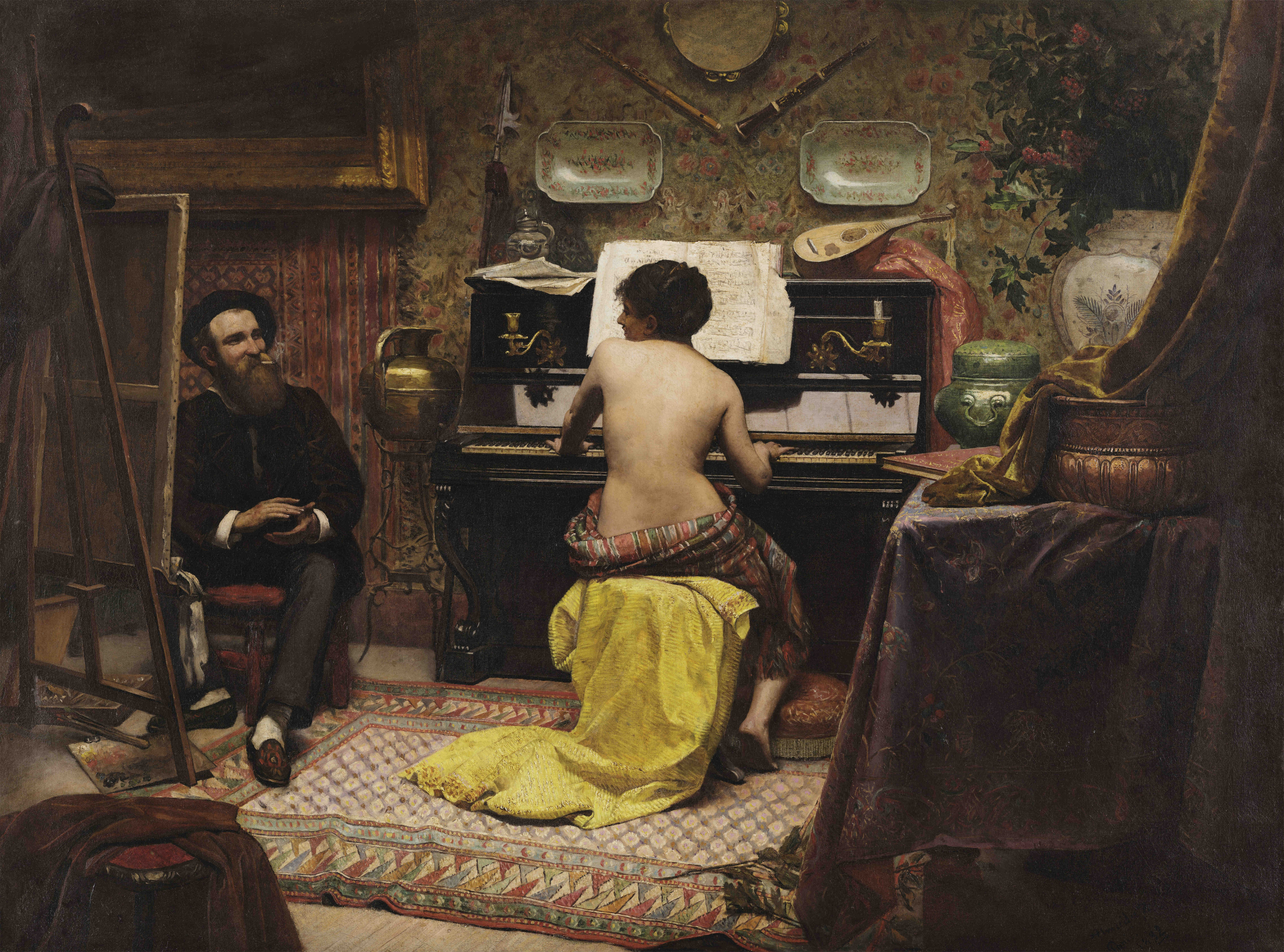
Almeida Júnior: Descanso do modelo, óleo sobre tela, 1882

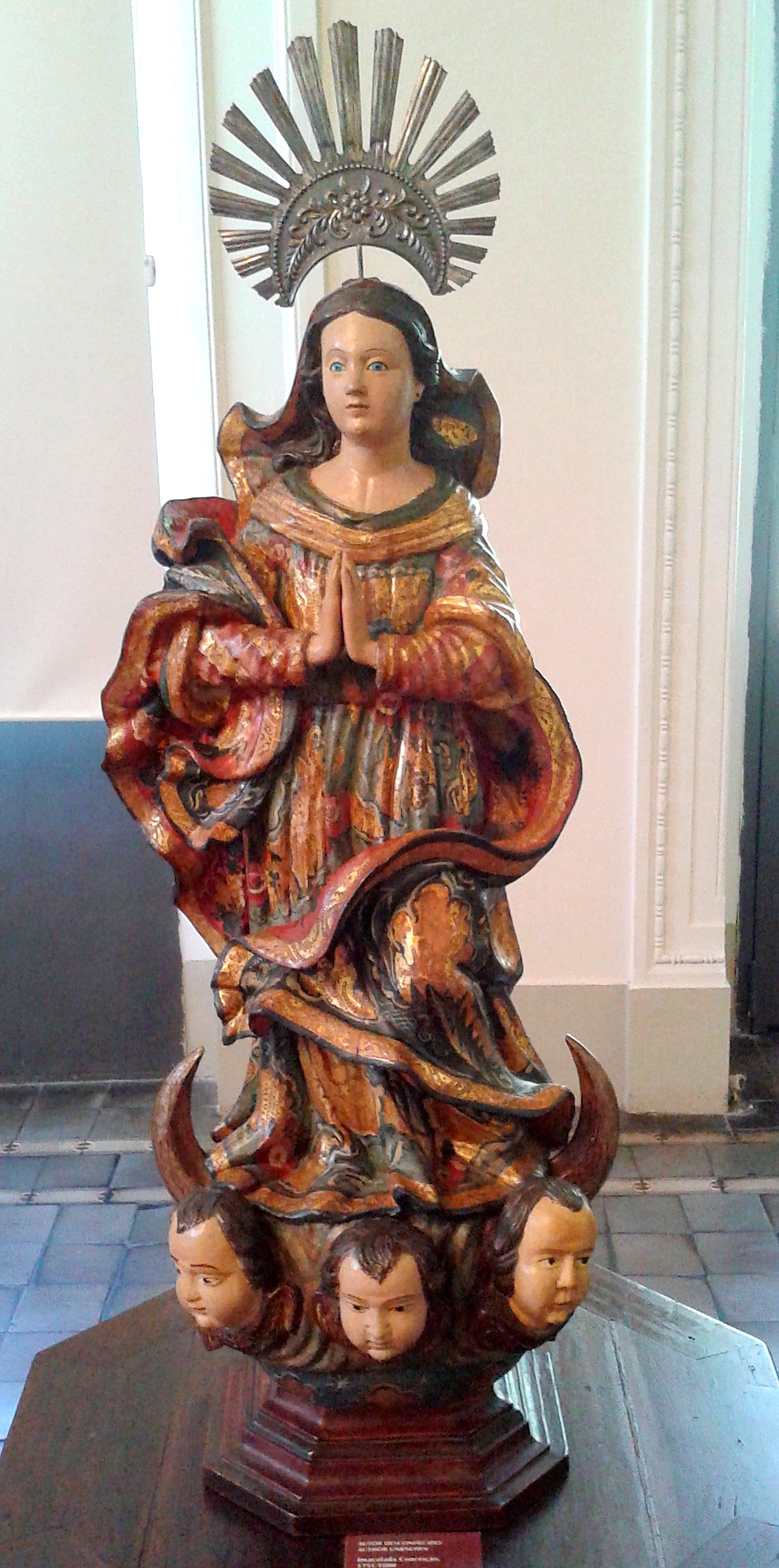
Anônimo: Imaculada Conceição, madeira policromada, séc. XVIII
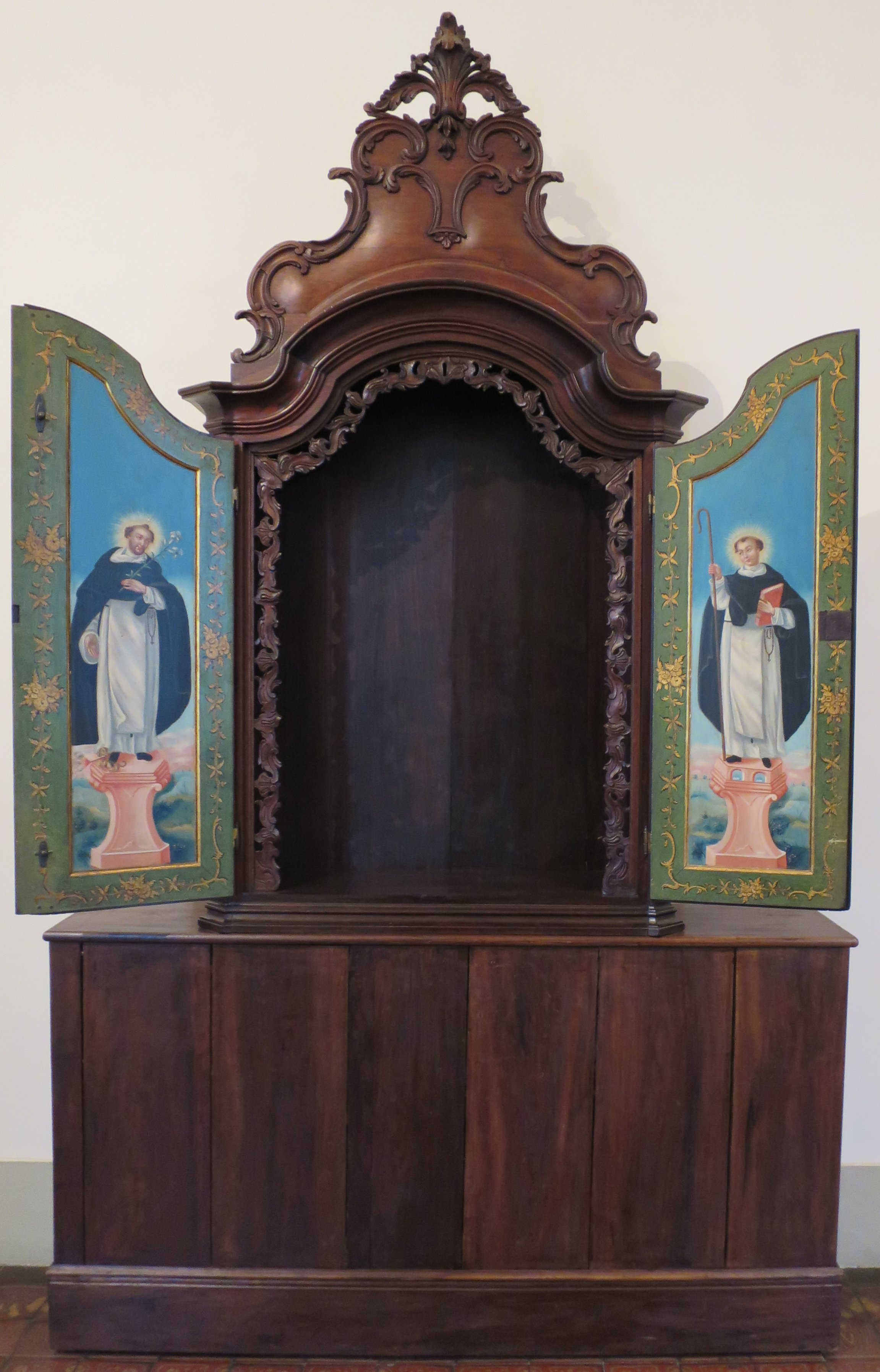
Anônimo: Oratório, madeira entalhada e pintada, séc. XVIII
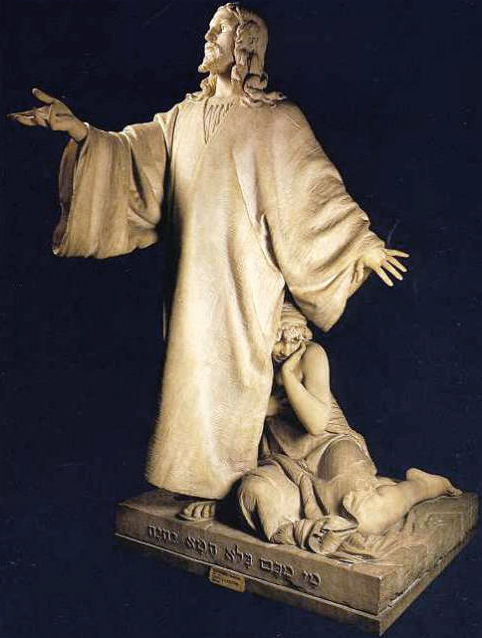
Rodolpho Bernardelli: Cristo e a mulher adúltera, mármore, 1881
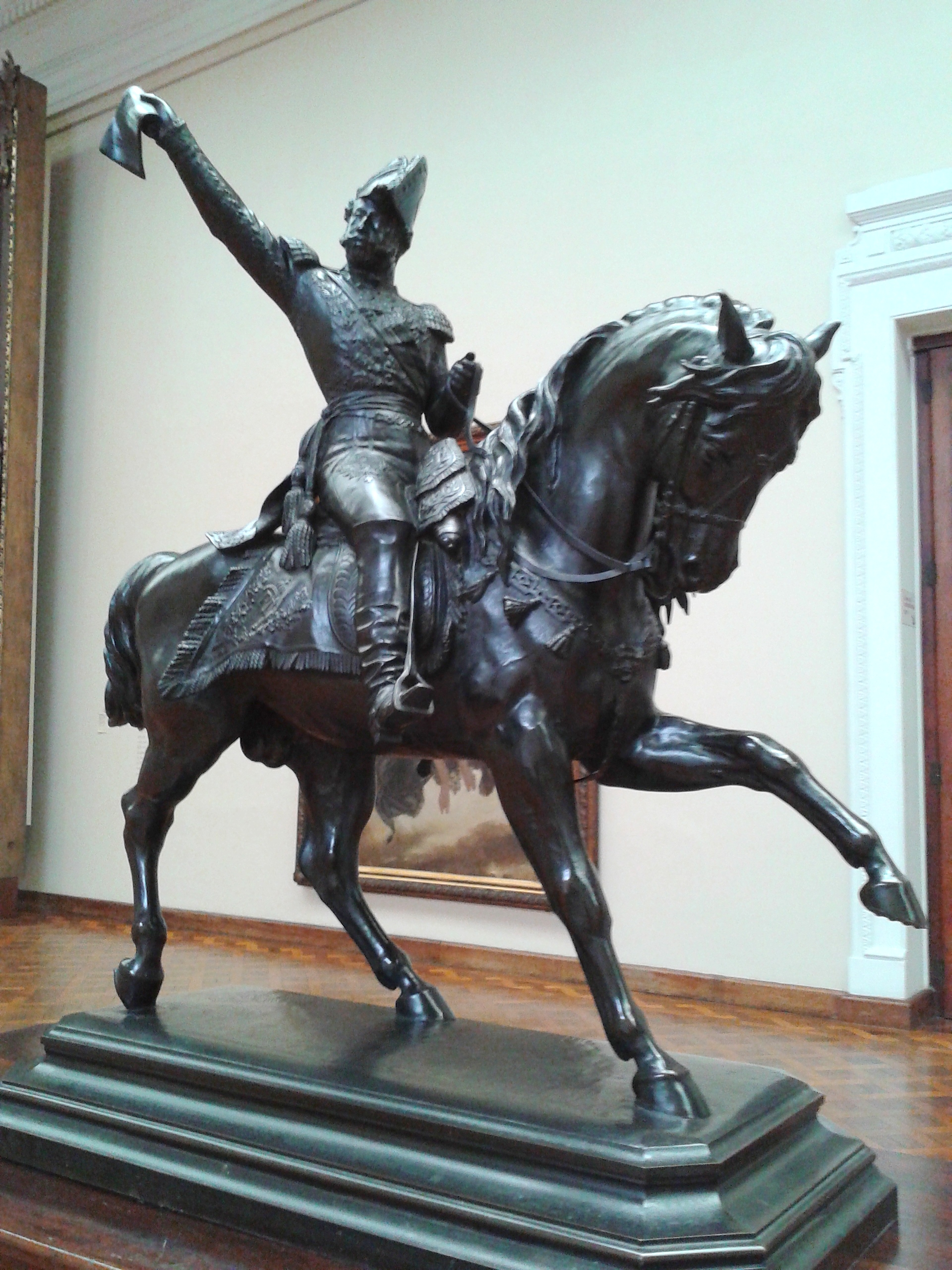
Louis Rochet: Estudo para estátua equestre de dom Pedro I, bronze, 1857
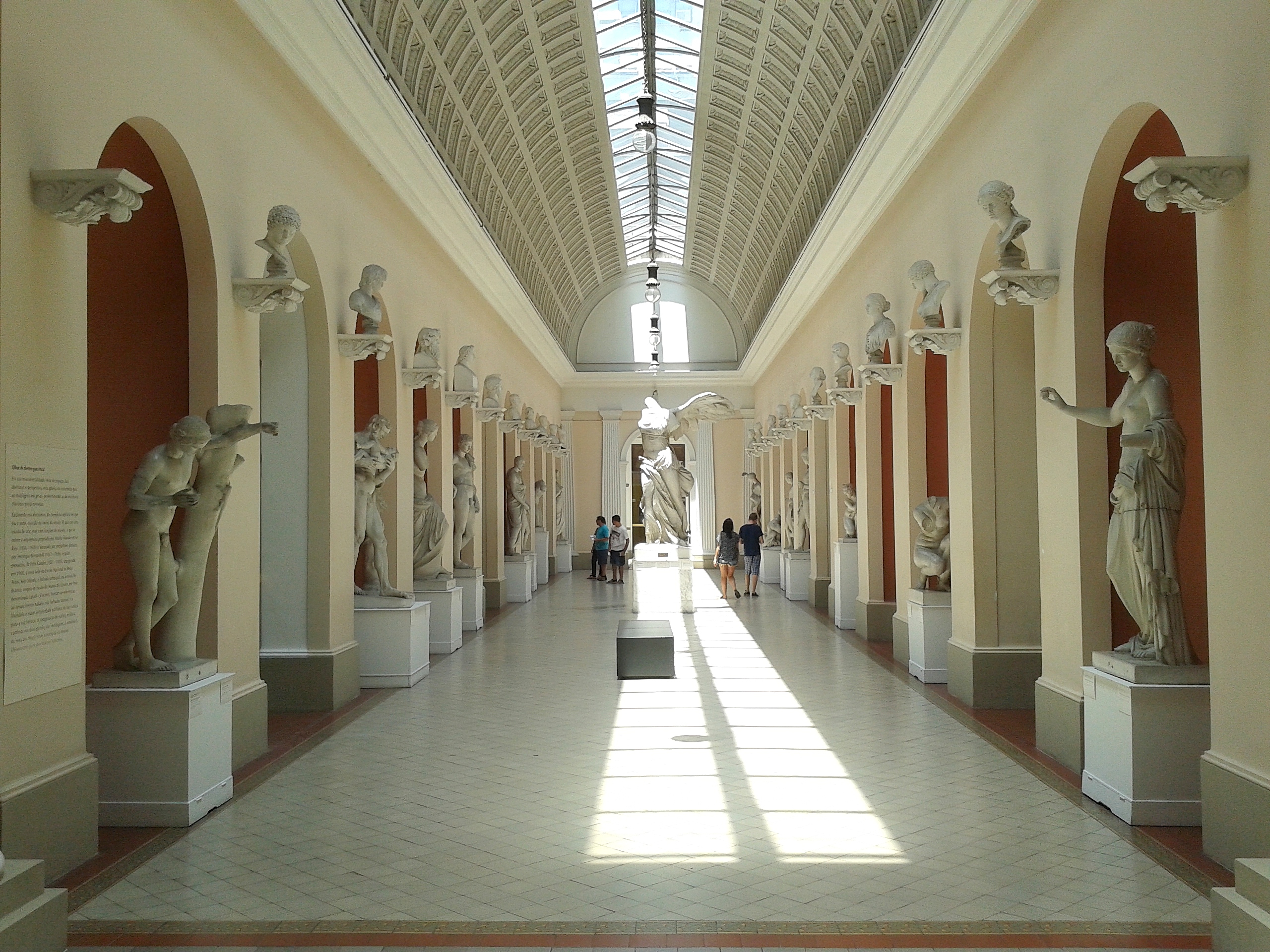
Galeria de moldagens, Museu Nacional de Belas Artes.